# 18574 Jeansimon
18574 Jeansimon è un asteroide della fascia principale. Scoperto nel 1997, presenta un'orbita caratterizzata da un semiasse maggiore pari a 2,7522775 UA e da un'eccentricità di 0,1259986, inclinata di 7,66041° rispetto all'eclittica.